# Real Fiction
Real Fiction (Silje Sanghwang) ist ein experimenteller Film des südkoreanischen Regisseurs Kim Ki-duk von 2000.
Er drehte den Film nach zwei Wochen Probe an einem einzigen Nachmittag in vier Stunden. Der Film wirkt weitgehend wie in Echtzeit gedreht, was aber nicht ganz stimmt. Nach seinen Worten ist es der Film der ihm am meisten bedeutet (er hatte auch mal als Straßenmaler gearbeitet), die Kritik ist aber eher gemischt.

## Handlung
Ein Straßenmaler wird von Gangstern schikaniert und von Kunden verhöhnt.
Nach einer Begegnung mit einer mysteriösen Frau mit Camcorder und ihrem Begleiter beginnt er einen Amoklauf durch die Stadt.